# Shihomi Shin’ya
Shihomi Shin’ya (jap. 新谷志保美 Shin’ya Shihomi; ur. 10 sierpnia 1979 w Miyada) – japońska łyżwiarka szybka, brązowa medalistka mistrzostw świata i zdobywczyni Pucharu Świata.

## Kariera
Pierwszy sukces w karierze Shihomi Shin’ya osiągnęła w 2003 roku, kiedy zdobyła brązowy medal podczas sprinterskich mistrzostw świata w Calgary. W zawodach tych wyprzedziły ją jedynie Niemka Monique Garbrecht-Enfeldt oraz Cindy Klassen z Kanady. Był to jedyny medal wywalczony przez nią na międzynarodowej imprezie tej rangi. W tej samej konkurencji była też czwarta podczas mistrzostw świata w Hamar w 2007 roku. W 2010 roku wzięła udział w igrzyskach olimpijskich w Vancouver, gdzie w biegu na 500 m zajęła czternastą pozycję. Wielokrotnie stawała na podium zawodów Pucharu Świata, odnosząc przy tym cztery zwycięstwa: 7 grudnia 2002 roku w Nagano, 6 grudnia 2003 roku w Calgary i 12 grudnia 2003 roku w Salt Lake City zwyciężała na 500 m, a 15 lutego 2004 roku w Collalbo była najlepsza na 100 m. Najlepsze wyniki osiągnęła w sezonie 2003/2004, kiedy triumfowała w klasyfikacji końcowej 100 m i była trzecia na 500 m. Ponadto w sezonie 2007/2008 zajęła trzecie miejsce w klasyfikacji 100 m.